# Michail Golodnyj
Michail Golodnyj, pseudonym för Michail Semjonovitj Epstein, född 1903, död 1949, var en rysk författare.
Michail Golodnj var född i en fattig judisk familj och var först industriarbetare. Han debuterade som poet 1922 och tillhörde den proletära författargruppen Pereval. I sina dikter var han renlärig kommunist. Dikterna har ofta en anspänd, heroisk ton och är ibland starkt romantiska. En av hans böcker bär titeln "Romantiska nätter" (1929). Ett prov på hans lyrik i svensk översättning finns i Under röd himmel (1947).